# Juan Vicente González
Juan Vicente González Delgado (Caracas, 28 maggio 1810 – Caracas, 1º ottobre 1886) è stato uno scrittore, giornalista e politico venezuelano.
Si considera il primo scrittore romantico che abbia avuto il Venezuela nel XIX secolo

## Biografia
Non si conoscono i suoi genitori e si dice che era stato abbandonato nella casa di Francisco González, realista, che lo adottò e gli diede il suo cognome. Fece i suoi primi studi con il sacerdote José Alberto Ezpinoza e dopo venne ammesso all'Università di Caracas e si laureò in scienze umanistiche.
Nel 1827, quando il rivoluzionario Simón Bolívar ritornò per l'ultima volta in Venezuela per impedire la separazione della Grande Colombia, venne ricevuto nell'Università di Caracas. Nel campus universitario, González adolescente incontrò l'eroe, un momento che rimarrà impresso nella sua memoria.
A 28 anni, sposò Josefa Rodil. Per vivere e mantenere la famiglia dava lezioni di grammatica e storia in scuole particolari. Nel 1849, fondò a Caracas la scuola El Salvador del Mundo. Un anno prima era stato nominato deputato per Caracas al Congresso e fu testimone dell'attentato al congresso del 24 gennaio 1848.
Nonostante si fosse affiliato alla massoneria si considerava uomo dalle idee conservatrici. Da questo punto di vista non fu favorevole alla Rivoluzione di marzo del 1858, che portò al potere Julián Castro, Manuel Felipe Tovar e Fermín Toro e non si sentì attratto nemmeno dalla Rivoluzione federale.
Dal giornale El Heraldo e altre pubblicazioni, combatté i regimi totalitari e non fu ben visto da molti governanti. Nel 1861 venne deportato ma grazie a Pedro Gual, presidente della repubblica per breve tempo, fu rilasciato. Fu contro la dittatura del generale José Antonio Páez (1861-1863), cosa che gli valse un'incarcerazione di tre mesi nel carcere della Guaira. Quando venne liberato, grazie agli interventi di alcuni massoni, ritornò ad esternare le sue critiche violente contro il governo. Il Generale Páez lo fece richiudere in prigione, questa volta nel carcere de La Rotunda. Lì scrisse il suo Manual de Historia Universal, il primo dei suoi libri conosciuti.
Vide con simpatia l'affermazione degli eserciti del maresciallo Juan Crisóstomo Falcón nella Guerra federale, il che non gli impedì di dedicare alcuni attacchi giornalistici al nuovo governo. Nonostante le passioni politiche che lo animavano, González era considerato un personaggio molto onesto, nobile e amante della verità. Questo venne dimostrato dalla biografia, molto favorevole, che scrisse su Juan Crisóstomo Falcón, nonostante lo avesse dichiarato suo avversario.
Tra le sue opere figurano la biografia di José Félix Ribas, Le Mesenianas, un insieme di elegie in prosa, Ecos de las Bóvedas e l'opera inconpiuta Historia del Poder Civil. Nel campo della poesia pubblicò numerosi lavori, e in particolare il sonetto A Bolívar.
Nel giornalismo, ottenne fama per il suo talento nella critica virulenta. Fondò El Venezolano, El Diario de la tarde e El Heraldo e fu editorialista di alcuni di questi mezzi di stampa includendo La Prensa, provocando polemiche con giornalisti identificati con il movimento liberale come Felipe Larrazabal, Estaislao Rendón, Guillermo Tell Villegas, Tomás Lander e Rafael Arvelo. Un anno prima della sua morte, fondò la Revista Literaria.

## Opere

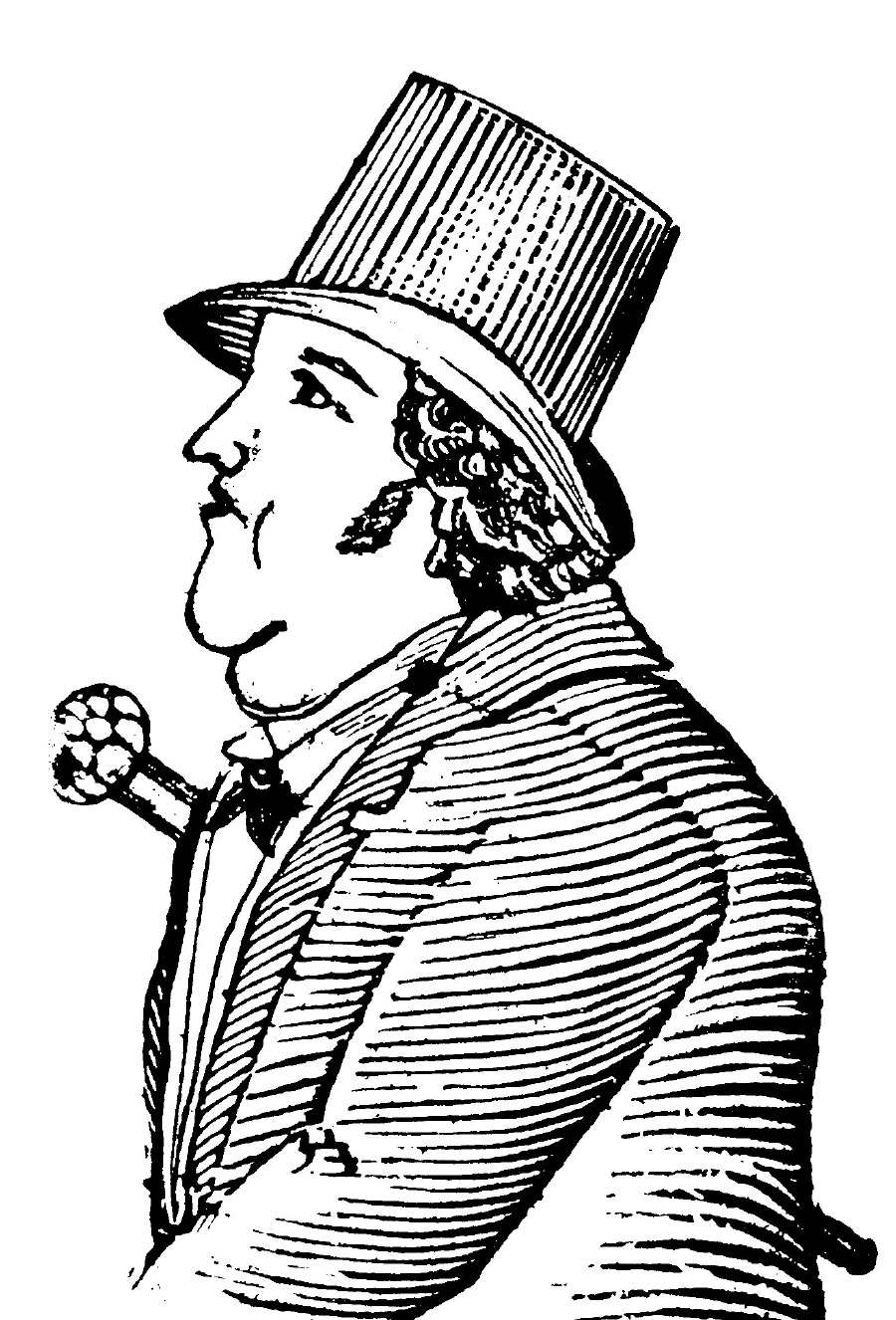
Caricatura di González fatta da Croce Álvarez García. El Cojo Ilustrado, 1895.

Tra i suoi grandi progetti come storico, uno dei più importanti fu la scrittura di una serie di biografie dei più illustri venezuelani, che traducessero le caratteristiche più importanti dell'epoca in cui erano vissuti; dal periodo coloniale, passando per l'indipendenza e l'epoca che iniziò nel 1830.
L'opera si sarebbe dovuta intitolare Historia del Poder Civil en Colombia y Venezuela, ma riuscì a pubblicare solo le biografie di José Manuel Alegría (1856), José Cecilio Ávila (1858), Martín Tovar Ponce e quella di José Félix Ribas, considerata la più importante. Queste biografie vennero scritte in vari momenti della sua attiva vita letteraria. Nel 1835 scrisse la sua Epístolas Catalinarias sobre el 8 de Julio dove attaccò e combatté il caudillismo.
Da 1846 scrisse Le Mesenianas. In questi piccoli poemi in prosa, descrisse con profonda tristezza le sue impressioni del Venezuela che tanto aveva conosciuto e amato. Il titolo di Mesenianas venne scelto da Mesania, una regione della Grecia, come venne scritto dall'abate francese Barthélemy e dal poeta Casimir Delavigne. Le elegie che compongono l'opera trattano argomenti molto diversi, ma hanno tutte in comune la preoccupazione per ciò che è venezuelano, l'esaltazione dei valori nazionali e il culto degli eroi. Inoltre, tutte mostrano la profonda tristezza con cui l'autore assistì ai conflitti che, negli ultimi anni della sua vita, lacerarono la sua patria. Juan Vicente González, l'uomo che nei suoi scritti aveva attaccato così furiosamente i suoi nemici, il giornalista appassionato che aveva usato i peggiori insulti, narrò con tenerezza e grande elevazione poetica la morte di Andrés Bello e scrisse, con caratteristiche simili, l'orazione funebre di un altro grande venezuelano: il poliedrico Fermín Toro.
Nel 1851 pubblicò Análisis ideológico de los tiempos de la Conjugación castellana de Andrés Bello con note esplicative di J.V. González. Quello stesso anno tradusse dal latino l'Arte poética di Orazio. Quindi un Corso di letteratura spagnola, preceduto di un Saggio sulla letteratura del Medioevo, nel 1852, El baile en Caracas, una satira in versi nel 1854 e Elementos de la Gramática latina, traduzione dal francese nel 1855.
Nell'1861, mentre era prigioniero nelle carceri della Guaira, scrisse Un Manual de Historia Universal, senza riferimenti di nessun tipo. Scrisse anche l'Eco de las Bóvedas, una specie di canto alla situazione bellica del paese.
Nell'1863 pubblicò la seconda parte della sua Historia Universal.
Nel 1865 fondò la sua famosa Revista Literaria, nella quale scrisse articoli di critiche e traduzioni di grandi poeti universali. È una delle sue più grandi opere, e anche l'ultima nella quale appaiono i primi lavori di taglio saggistico.